# Büyük Güney, Soma
Büyük Güney là một xã thuộc huyện Soma, tỉnh Manisa, Thổ Nhĩ Kỳ. Dân số thời điểm năm 2011 là 107 người.